# Göteborgska

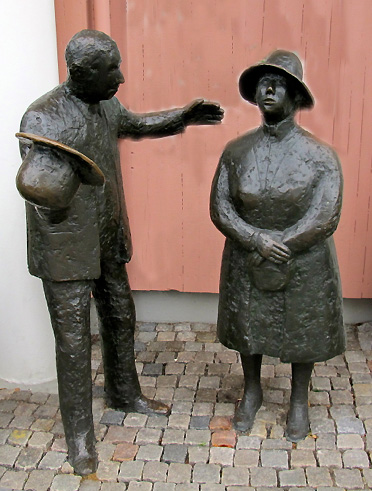
Kal å Ada symboliserar Göteborgs befolkning och idiom. Skulpturgruppen är utförd i brons av Svenrobert Lundquist och avtäckt år 1995 vid Lisebergs huvudentré.

Göteborgska (dial. götebosska) är en dialekt som används i Göteborg med omnejd. Göteborgskan har även börjat sprida sig till andra delar av Västsverige.
Traditionellt har man delat in dialekterna i Göteborg i en västlig form, mera lik bohuslänska dialekter, och en östlig form, mer lik västgötska dialekter. Skillnaderna mellan de göteborgska dialekterna har blivit mindre märkbara under modern tid. Tidigare uttalades till exempel "pump" som [pomp] i östra Göteborg, och [påmp] i västra Göteborg. Vissa skillnader kan dock kvarstå mer distinkt; som att tendensen till ett klarare uttal av ”r” finns i västra Göteborg, medan det i öster snarare dras åt det västgötska ”r”.

## Melodi och uttal
Gemensamt för de allra flesta göteborgare är den västsvenska satsmelodin där betoningen går upp lite på slutet, även om inte alla använder markerade ”d”, ”r”, ”u”, och ”i”.
Den största skillnaden mellan göteborgskan och övriga västsvenska dialekter är att man i göteborgskan inte använder sig av tjocka ”l” och runda vokaler (till exempel ”u” och ”ö” som hörs i värmländska och västgötska).

### Retroflexer
I rikssvenskan övergår fonerna [d], [t], [n], [s] och [l] till sina retroflexa motsvarigheter när de följer en retroflex konsonant eller kort [r]. I göteborgskan har detta dock blivit helt standard först hos yngre talare. Hos vissa medelålders och äldre göteborgare försvinner ofta istället [r]. Exempel: ord - od, gård - gåd, farlig - fali, härlig - häli, barn - ban, järn - jän, norsk - nossk, torsk - tossk, vart - vatt, syrsa - syssa. Just ordet "syrsa" uttalas också av en del äldre göteborgare gärna med ett sje-ljud i stället för "rs", syscha.

## Göteborgsslang och sociolekter
Vissa dialektord kan i dag uppfattas som slanguttryck, men slang är inte detsamma som dialekt. Att gnida snö i någons ansikte kallas i Göteborg för gôra, gira, gura, sylta, mula eller môla, beroende på stadsdel, men här handlar det om dialekt och inte slang. 
Den så kallade shobresvenskan, eller miljonsvenskan, som talas i Göteborgs invandrartäta förorter är också en variant av göteborgskan. Den är en blandning av göteborgskan och en delvis bruten svenska med slangord från andra länder.
De göteborgska sociolekterna, där det förekommer att personer från andra delar av Sverige misstar till exempel en överklassdam från Örgryte med en person från stockholmska Lidingö. Här spelar såväl dialekt som sociolekt in.

## Grammatik
Som i övriga dialekter kan annat än uttal skilja sig från standardsvenskan. I svenskt standardspråk är till exempel apelsin ett ord i utrum: en apelsin, apelsinen. Ordet har dock neutralt kön i äldre göteborgska och i stora delar av södra Sverige: ett apelsin, apelsinet.
I äldre göteborgska finner man även att possessiva pronomen kan vara annorlunda. Hans - hanses, deras - domses. 

### Interfix
Sammansatta ord i standardsvenskan består av två eller flera stammar plus en eventuell efterled. Mellan stammarna kan det finnas så kallade interfix (-s-, -u-, och -o- är vanliga interfix). Göteborgskan har i en mängd fall interfix där standardsvenskan saknar sådan, och typiskt för göteborgskan är användningen av -e- som bindevokal. Detsamma gäller bohusdialekten och västgötadialekten längs Göta älv. Ord som strumpebyxa, målefärg, sopetunna och lite mer ålderdomliga varianter som björkeris, påskefyr, byxeknapp och lipesill. I ord på -are- finns det en tendens i göteborgskan att behålla -e-. Skomakarestol, skräddareverkstan. Detta dialektala drag gör sig påmint i namn på platser och gator i Göteborg som exempelvis Snickaregatan, Vågmästareplatsen där det på många håll i Sverige snarare skulle heta Snickargatan och Vågmästarplatsen.

## Myten om skorrande r i Mölndal
Det finns en uppfattning att det i Mölndal talas göteborgska med ett skorrande tungrots-r, ungefär som i dialekterna i Skåne och Småland. I en artikel i Språktidningen 2020 konstaterade forskarna Jenny Nilsson och Erik Magnusson Petzell att det skorrande r:et i Mölndal inte kunnat beläggas och att det är en myt. I artikeln konstaterar de även att ursprunget till myten bland annat är Claes Malmbergs alter ego Ronny Jönsson som pratade med rullande r i början av ord, dock inte i mitten av ord som Mölndalsbro. De konstaterar även att denna artikel på svenska Wikipedia om göteborgska länge felaktigt angav att det förekommer tungrots-r i Mölndalsdialekten.